# Artheneidae
Famille
Les Artheneidae sont une famille d'insectes hétéroptères (punaises) de la super-famille des Lygaeoidea, qui comprend une vingtaine d'espèces.

## Description
La plupart des espèces sont de teintes cryptiques, jaunes-brunâtres à noir, plus ou moins contrasté. Au sein d’une même espèce la coloration peut varier selon le mélanisme général. Ces petites punaises mesurent autour de 2.5 à 5 mm. Les yeux sont normaux, ni réniformes, ni pédonculés. Les ocelles ne sont pas entourées d'un sillon. Les stigmates abdominaux des segments 3 et 4 sont ventraux, alors que ceux du 2e segment sont dorsaux. Les marges du pronotum sont aplaties ou redressées ou formant une côte. La partie antérieure du pronotum n'a pas de sillon transversal. Les trichobothries abdominales sont pas plus nombreuses que 3 ou 4 de chaque côté des sternites 3 et 4. Les membranes présentent 5 veines longitudinales sans alvéoles,,,.

## Répartition et habitat
La sous-famille des Artheneinae a une répartition paléarctique, qui déborde également sur l'Afrique et sur l'Inde. Deux ou trois espèces ont été introduites en Amérique du Nord,,. Huit espèces se rencontrent en Europe, dont trois en France, Artheneis foveolata Spinola, 1837, Chilacis typhae (Perris, 1857), Holcocranum saturejae (Kolenati, 1845).
La sous-famille des Dilompinae est endémique de l'Australie et de la Tasmanie, et la seule espèce de la sous-famille monotypique des Nothochrominae est endémique de Nouvelle-Zélande,.
La répartition des espèces dépend de celle des végétaux, plus le climat est chaud, plus il y a de diversité d’espèces.

## Biologie

### Cycle de vie
Les œufs allongés n’ont pas d'opercules mais une couronne de micropyles. Ils sont pondus en petits groupes parmi le duvet de graines de leur plante-hôte. Selon la température ambiante, le développement embryonnaire dure entre 5 à 30 jours, pour une moyenne de 10-12 jours. Il y a 5 stades juvéniles. La durée du développement larvaire est essentiellement influencée par la température, la qualité et la quantité de l’alimentation. En France, il est de 20 à 45 jours pour les juvéniles qui n’hibernent pas. L’accouplement se fait souvent par opposition linéaire, dos à dos, le pygophore du mâle tournée à 180° (la face dorsale vers le bas).
En France, les espèces sont souvent univoltines mais parfois bivoltines, s’adaptant aux variations de températures. L’hibernation a souvent lieu au stade adulte. Les mortalités hivernales sont importantes. Ils reprennent leur activité au printemps, après la fonte des neiges. S’il n’y a qu’une seule génération, les adultes sont visibles de mai à septembre, avec un pic d’abondance entre juin et août. En cas de deux générations, celles-ci se recouvrent partiellement.

### Alimentation
On connaît mal la biologie de ces punaises. Elles sont granivores, et semblent oligophages voire monophages, c'est-à-dire se nourrissant sur peu de plantes, voire une seule espèce. Chilacis typhae et Holcocranum se nourrissent par exemple des épis de typha (roseaux à massettes),,. On a trouvé dans l'intestin de Chilacis typhae une bactérie symbiotique  (microbiote intestinal) qui vit dans les cellules modifiées formant comme une ceinture dans une des sections de l'intestin, et qui lui permet l'assimilation des substances de cette plante.
Les genres Artheneis et Holcocranum se nourrissent sur des Tamaricaceae et des Salicaceae. La ponte se fait dans le duvet des plantes-hôtes (id p. 51). Dilompus woodwardi a été trouvé sur Eucalyptus et des graines de Leptospermum (Myrtaceae). Il semble qu'elles hivernent dans la litière ou les touffes de graines.
La ponction des graines vivantes semble nécessaire aux juvéniles et à la maturation des ovaires mais ils peuvent aussi se nourrir de graines sèches tombées au sol, voire de tiges, feuilles et organes floraux, permettant de se réhydrater. En début de saison, les monophages ou oligophages peuvent avoir un régime alimentaire très différent de la période reproductive de leur plante-hôte où ils se nourrissent de leurs graines.

## Systématique
Les Artheneidae sont proches des Oxycarenidae au sein des Lygaeoidea. Le taxon a été proposé par Stål en 1872 avec le rang de famille. Toutefois, pendant longtemps, il a été considéré par tous les auteurs subséquents comme une sous-famille au sein des Lygaeidae, jusqu'à l'analyse cladistique de Thomas J. Henry en 1997, qui lui a redonné le rang de famille. Par suite, ses subdivisions internes en tribus ont été élevées à leur tour au rang de sous-familles à partir de 2002. Enfin, les genres Polychisme Kirkaldy et  Syzygitis, souvent mentionnés comme en appartenant aux Artheneidae, ont été déplacés dans la sous-famille des Ischnorhynchinae (Lygaeidae).

La famille compte dans le monde 20 espèces dans 8 genres : les Artheneinae comprennent 5 genres avec 17 espèces, les Dilompinae, 1 seul genre avec 2 espèces, et les Nothochrominae, 1 seule espèce,,. En France, la famille est représentée par 3 genres et 3 espèces. 

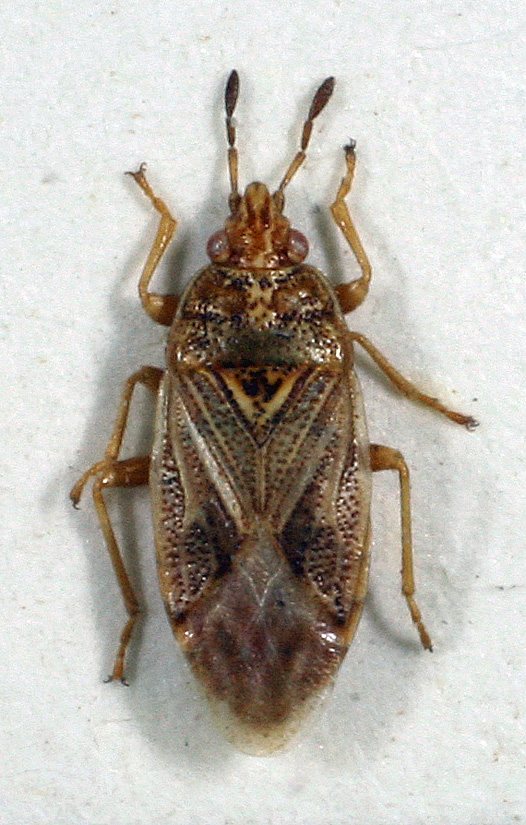
Artheneinae: Chilacis typhae, Musée zoologie d'Oulu (Finlande)
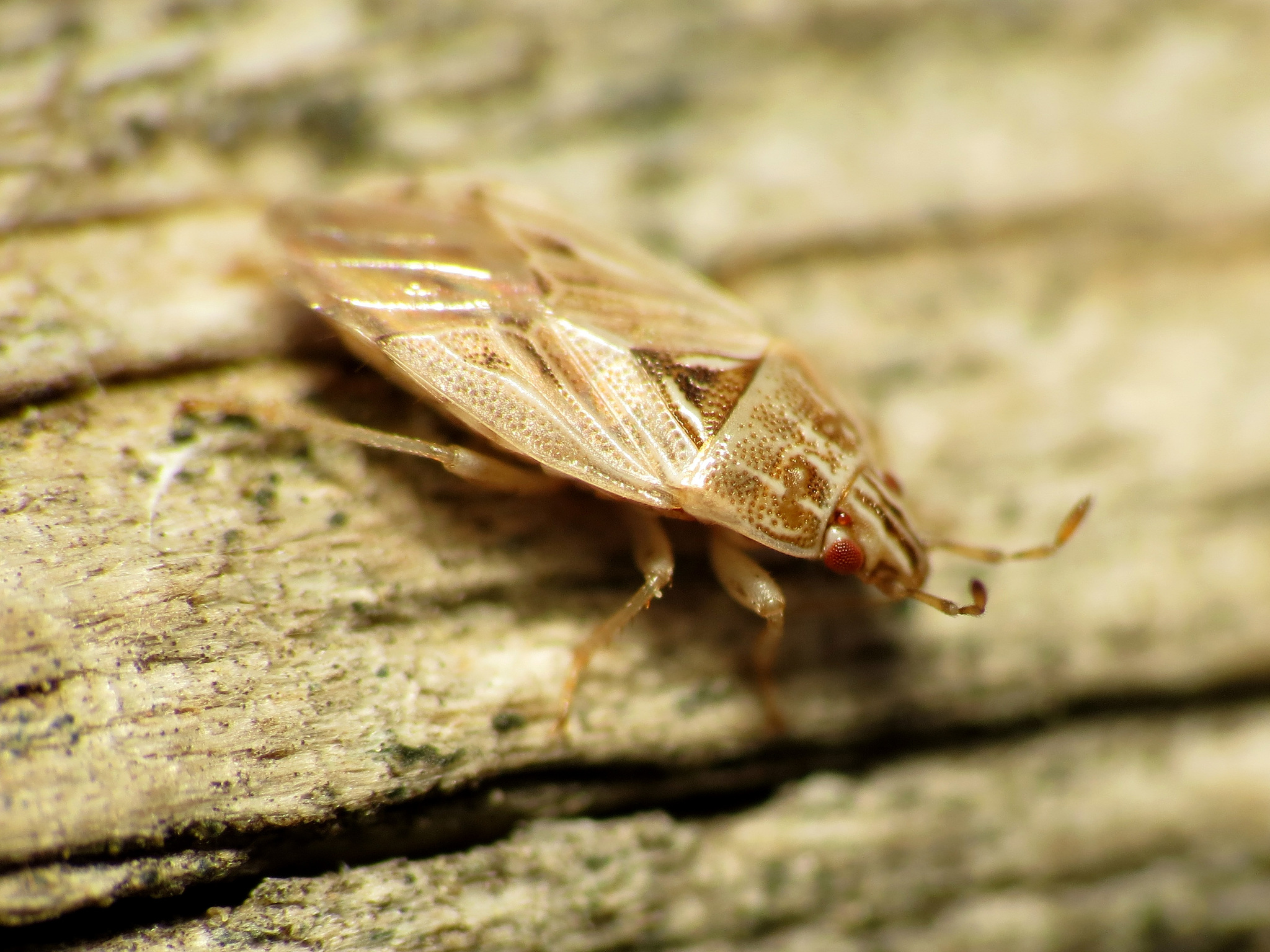
Artheneinae : Holcocranum saturejae (États-Unis)
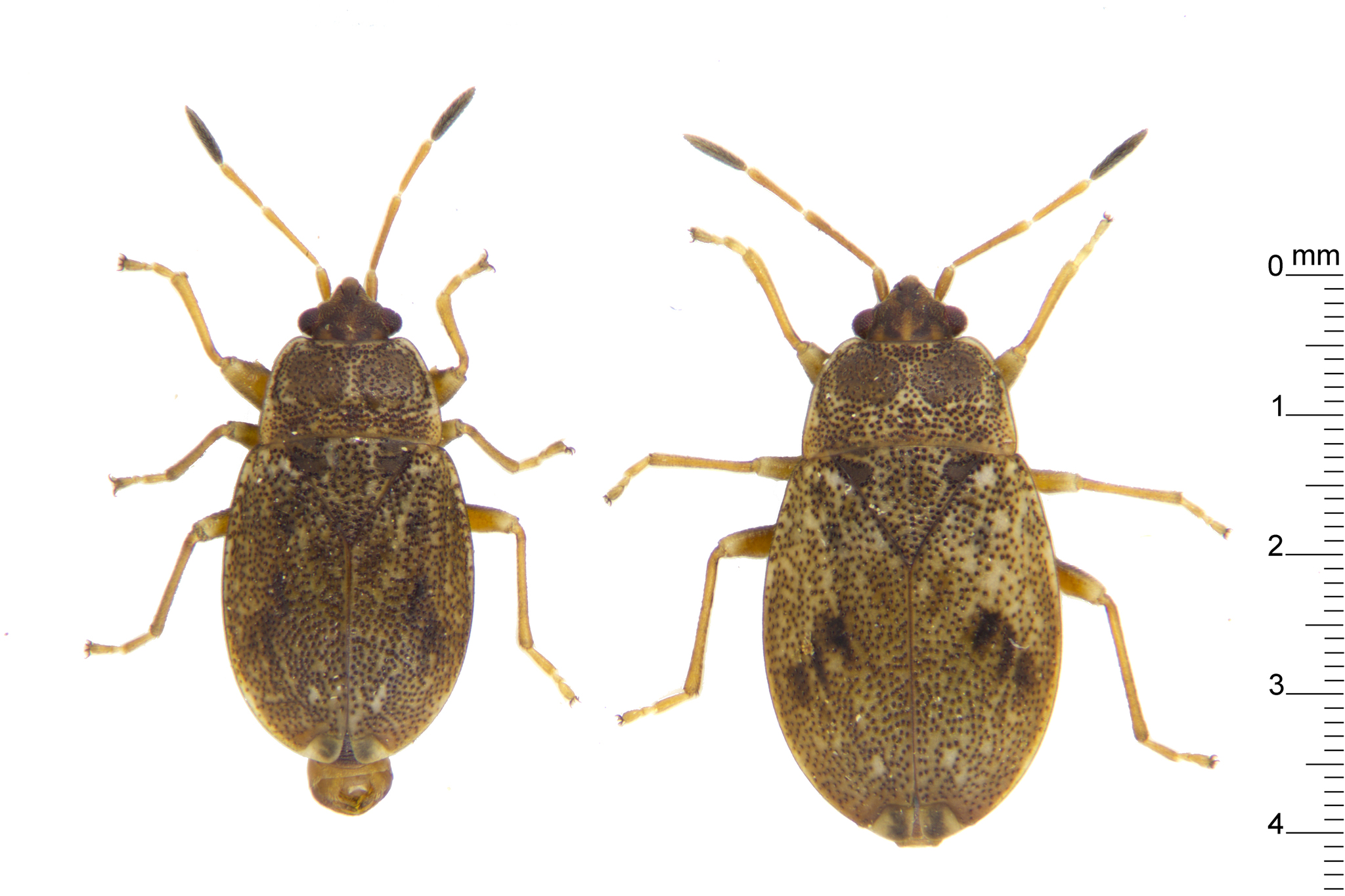
Nothochrominae: Nothochromus maoricus, de Nlle-Zélande

### Fossiles
Une espèce fossile a été découverte en Allemagne, rattachée au genre actuel Chilacis. L'espèce a été datée du Chattien, second étage de l'Oligocène, à entre -28 et −23 millions d'années.

### Liste des sous-familles et des genres
Selon Lygaeoidea Species Files :
- sous-famille Artheneinae Stål, 1872
  - genre Artheneidea Kiritshenko, 1914
  - genre Artheneis Spinola, 1837
  - genre Chilacis Fieber, 1864
  - genre Holcocranum Fieber, 1860
  - genre Teutates Distant, 1909
- sous-famille Dilompinae
  - genre Dilompus Scudder, 1957
- sous-famille Nothochrominae
  - genre Nothochromus Slater, Woodward & Sweet, 1962